# Pauluskyrkan, Tartu
Pauluskyrkan (estniska: Tartu Pauluse kirik) är en kyrkobyggnad i Tartu i Estland. Den är församlingskyrka för S:t Paulus församling inom Estniska evangelisk-lutherska kyrka.
Pauluskyrkan ritades av Eliel Saarinen i jugendstil och uppfördes 1915–1919, med invigning 1917. Den är också den enda kyrkobyggnaden av honom som finns bevarad i Europa. 
Saarinens ritningar var samtidigt både nyskapande och konservativa. Det nyskapande fanns i att förena kyrkan med församlingshem och användningen av stålbetong. Men själva kyrkorummet var traditionellt uppbyggt med altaret framme i kyrkan, bänkar orgelläktare och läktare för församlingen. Den planerade skvären framför kyrkan uppstod aldrig då enbart den vänstra flygeln av kyrkan uppfördes. Också innertaket förverkligades inte i betong utan i trä av kostnadsskäl under första världskriget.

## Inredning
Församlingen beställde en skulptur i marmor av den estniska konstnären Amadeus Adamson föreställande Kristus som tar emot dem som kom till honom. Skulpturen placerades framme i kyrkan och absidens stora fönster släppte in för mycket ljus på marmorn och förvanskade intrycket. Därför murades absidens fönster igen och kyrkan blev dunkel.

## Förnedringstillstånd
Under andra världskriget skadades byggnaden svårt av en brand 1944, som orsakats av bombningarna. Under den sovjetiska regimen i Estland användes kyrkan bland annat som sportmuseum, loppmarknad och arkiv.

## Återuppbyggnad
När gränserna till Estland öppnades vaknade intresset i Finland för att återställa kyrkan. Men en stor del av ritningarna och skisserna var försvunna. 
Tornet, dörrar, fönster och hela interiören hade genom många omändringar förstörts från Saarinens genomtänkta lösningar.
Arkitekterna Kari Järvinen och Merja Nieminen svarade för en restaurering av kyrkan 2008–15. Altaret skapades av Pertti Kukkonen och Kuutti Lavonen gjorde altarskåpets målningar. Markku Nors planerade belysningen. Dekorationsmålningarna återställdes sparsamt på basen av små fragment som hittades.

## Bildgalleri

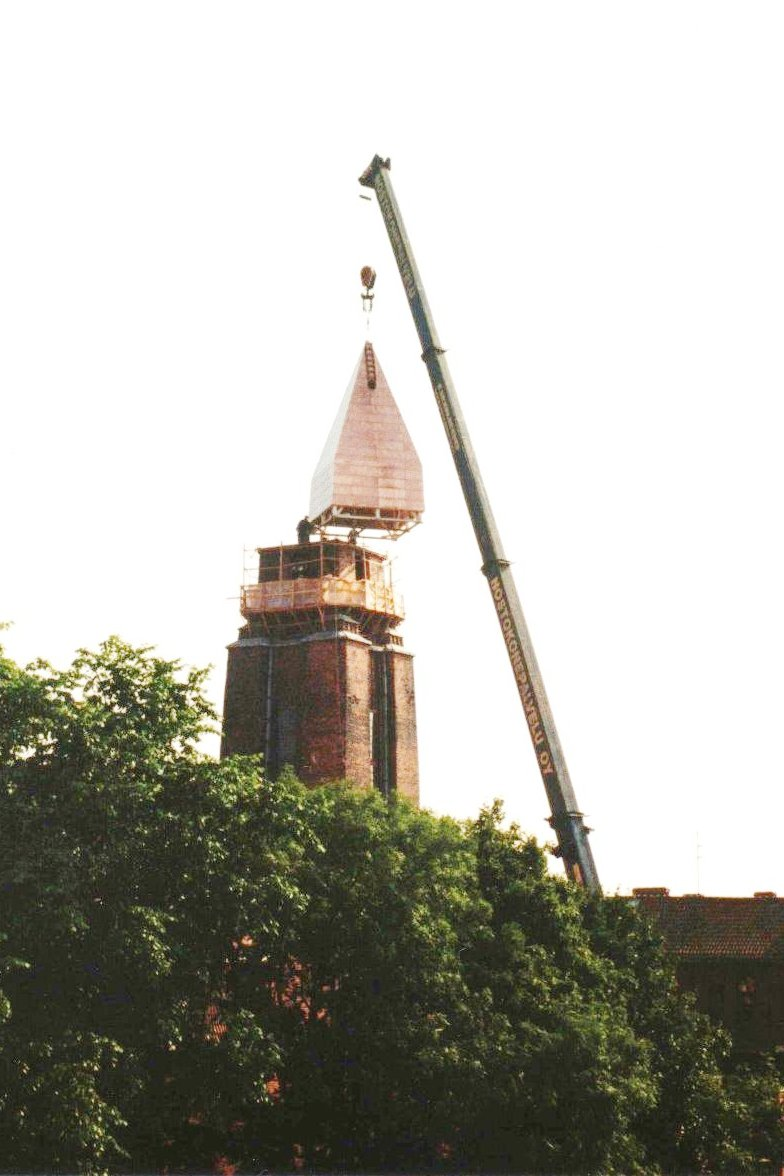
Tornhuven lyfts på plats 1999
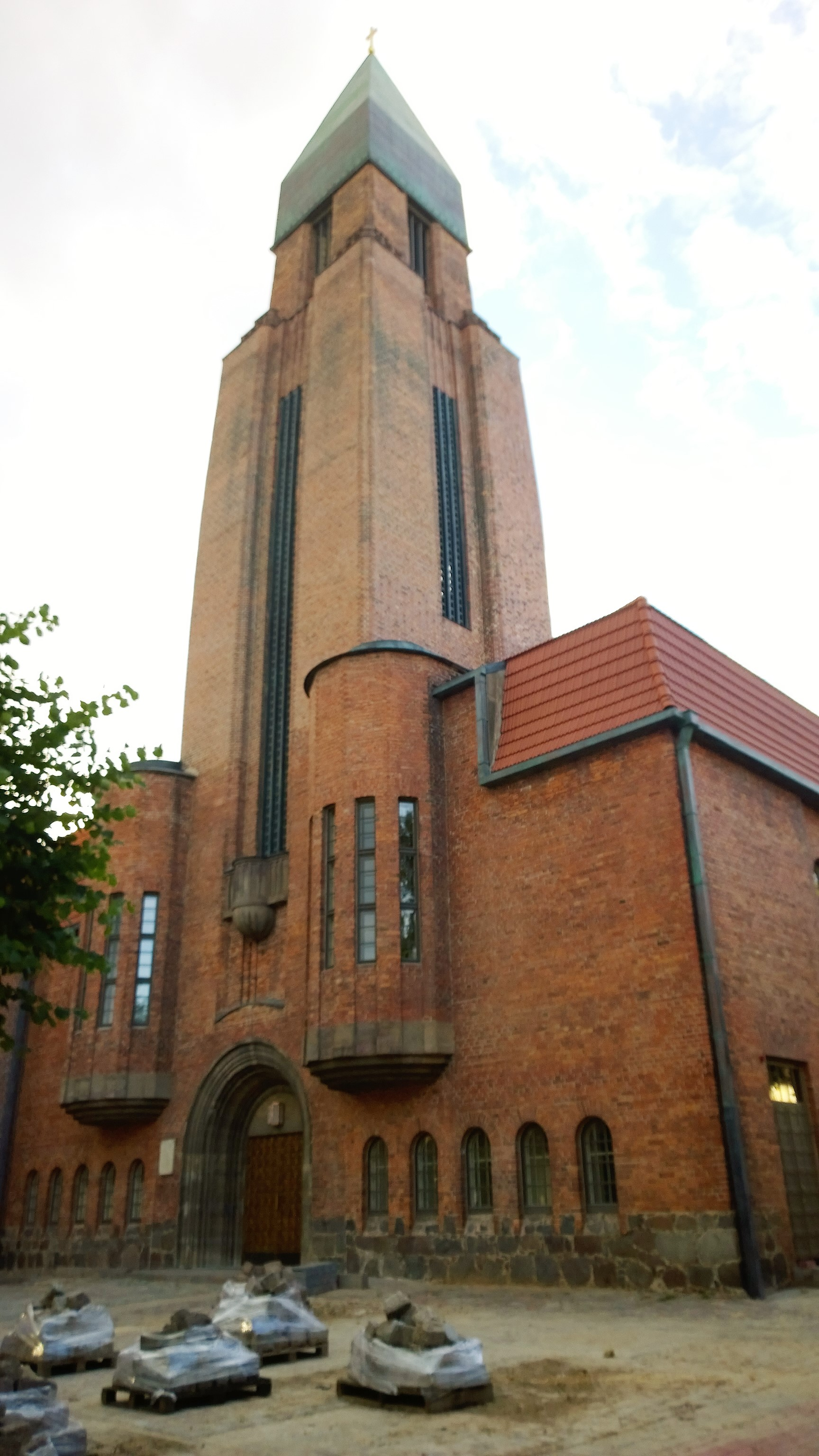
Kyrkans fasad
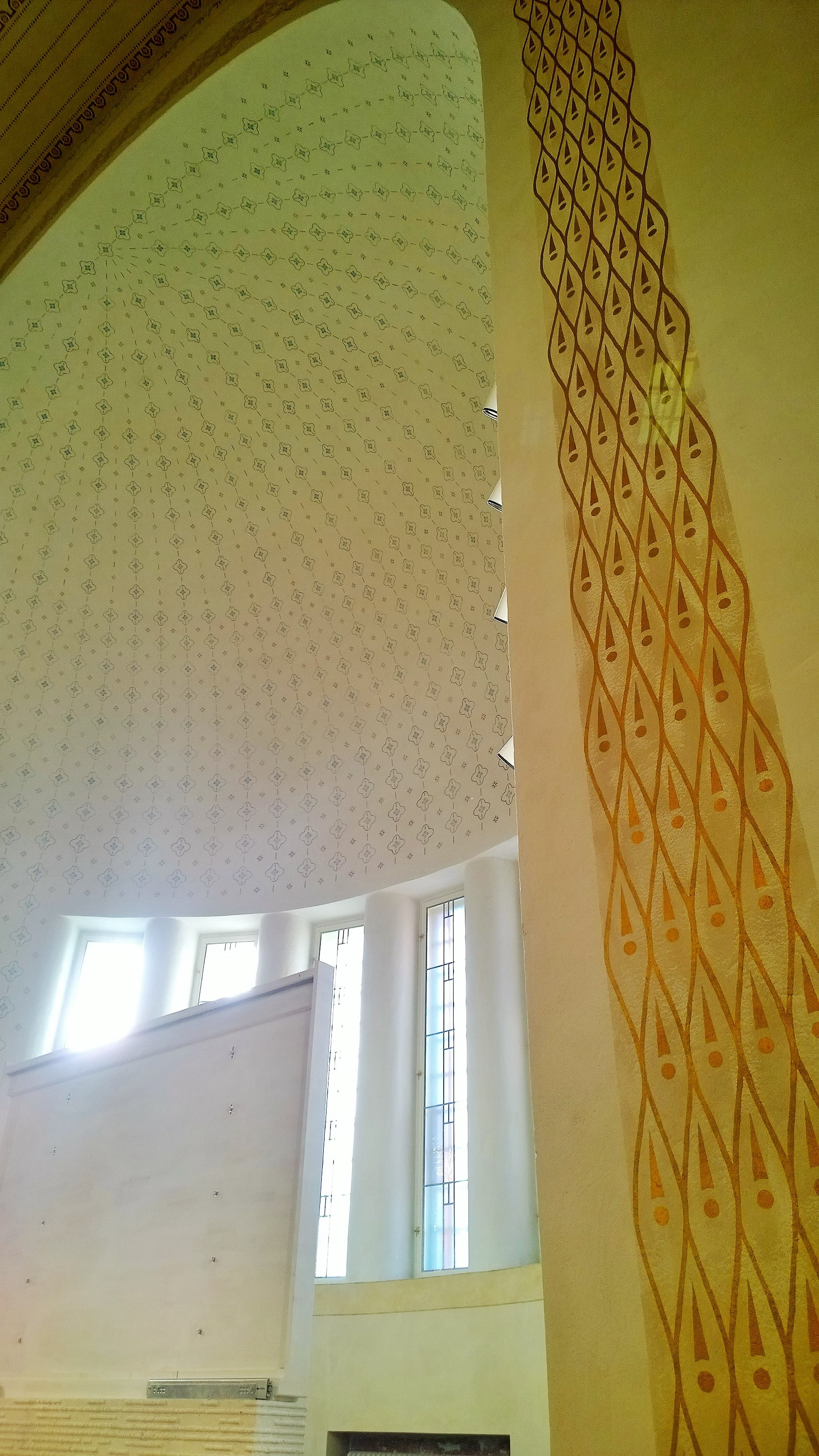
Absiden
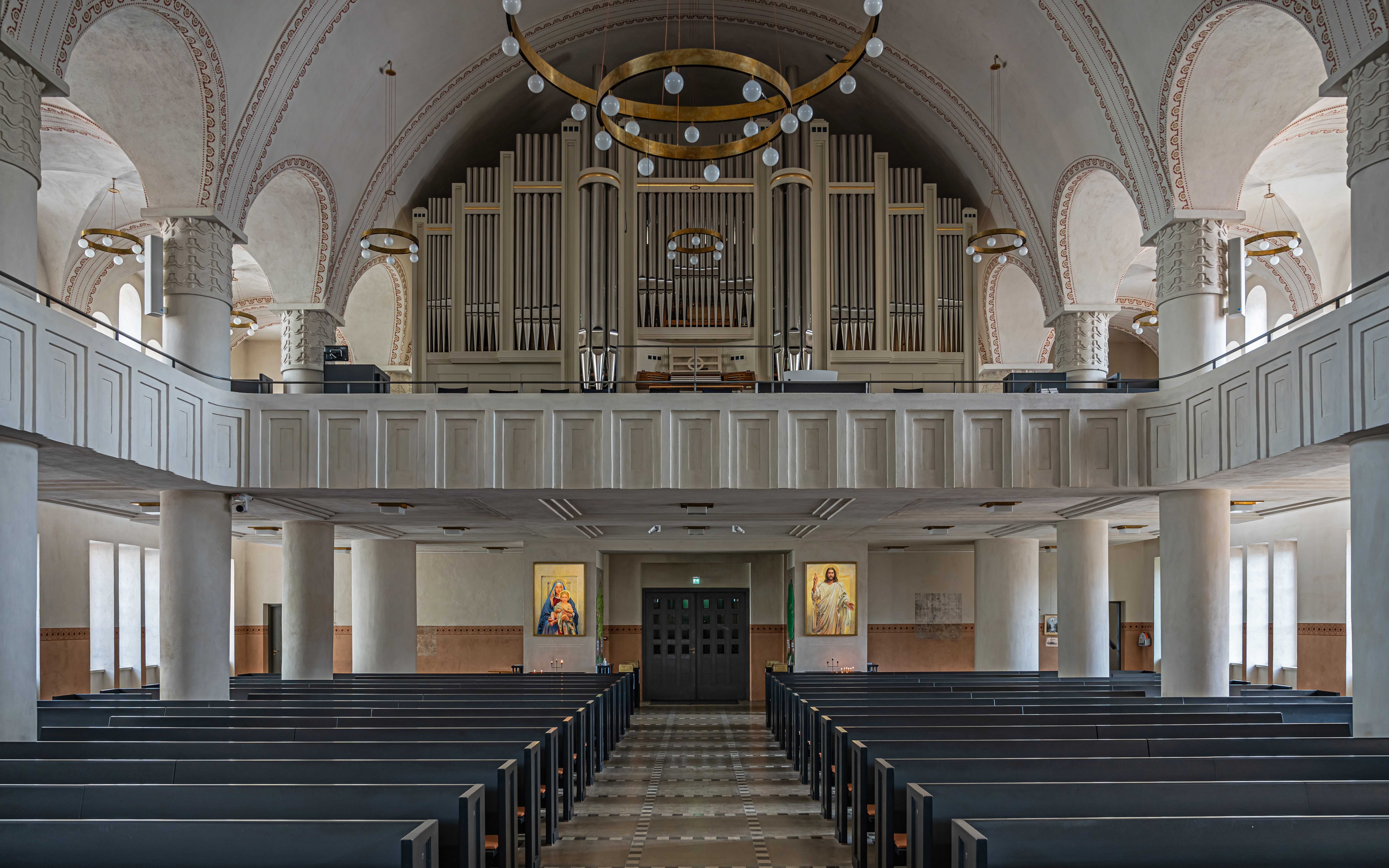
Kyrksalen